# Стабильная атмосфера
Если окружающая атмосфера медленно остывает с высотой (менее чем на 1°С через каждые 100 метров) теплее термика, говорят о стабильном воздухе, или устойчивой стратификации. Термик (восходящий поток) холодней и не может подниматься вверх. В таких условиях поднимающийся или опускающийся воздух замедляется после достижения одинаковой температуры с окружающим воздухом. Состояние атмосферы, при котором снижение температуры с увеличением высоты меньше, чем сухоадиабатический градиент. Энергия неустойчивости в этом случае отрицательна. Атмосфера стабильна когда кривая состояния лежит левее кривой стратификации
Ситуация, в которой измеряется конвективное торможение, возникает, когда слои более теплого воздуха находятся над определенной областью воздуха. Эффект наличия теплого воздуха над более холодным восходящим потоком заключается в том, что она препятствует подъему более холодному восходящему потоку в атмосферу. Это создает стабильную область воздуха. Конвективное торможение указывает на количество энергии, которое потребуется, чтобы заставить более холодный восходящий поток подняться. Эта энергия поступает от фронтов, нагрева, увлажнения или мезомасштабных границ конвергенции, таких как границы оттока и морского бриза или орографический подъем.

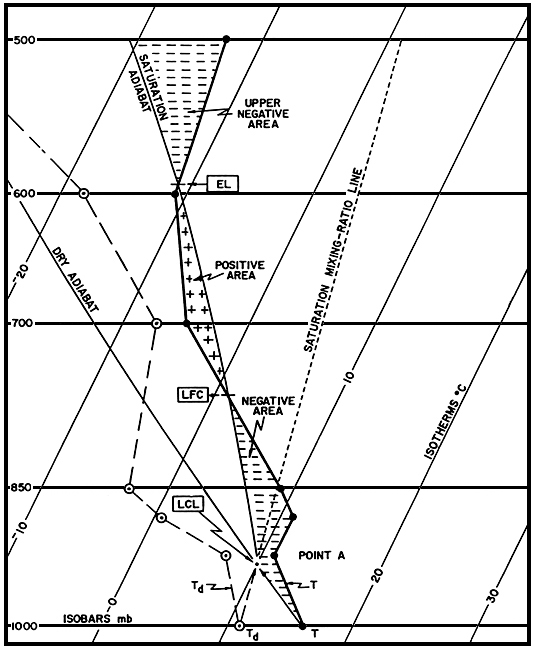
Аэрологическая диаграмма с обозначениями. Стабильная атмосфера отмечена минусами(negative area)